# マルティン・モレル
マルティン・モレル（Martín Gerardo Morel、1980年11月5日 - ）は、アルゼンチン・ロサリオ出身のサッカー選手。スポルティーボ・アトレティコ・クルブ・ラス・パレハス所属。ポジションはMF。

## 経歴
遅咲きの選手であり、25歳になるまではプロ選手としてプレーしていなかった。2006年にCAティグレに移籍すると、プリメーラ・ディビシオン昇格を手助けした。2008アペルトゥーラでは10得点し、クラブ初のリーグ戦2位に押し上げた。
2017年1月よりトルネオ・フェデラルA（アルゼンチン3部）のスポルティーボ・アトレティコ・クルブ・ラス・パレハスでプレーする。